# Distrito de Boudry
El distrito de Boudry (en francés: district de Boudry) era uno de los seis distritos del cantón de Neuchâtel en Suiza. Contaba con una población de 38.474 habitantes (en 2008) y una superficie de 105,48 km². Su capital era Boudry. Ha desaparecido el 1 de enero de 2018.

## Geografía
Al norte limitaba con los distritos de La Chaux-de-Fonds y Val-de-Ruz, al noreste con Neuchâtel, al sur con Broye (FR) y Broye-Vully (VD), al suroeste con Jura-Nord vaudois, y al oeste con Val-de-Travers y Le Locle.

## Comunas
| Distrito de Boudry     | Distrito de Boudry     | Distrito de Boudry |
| Comunas                | Población (31.12.2016) | Superficie km²     |
| ---------------------- | ---------------------- | ------------------ |
| Bevaix                 | 3829                   | 10.78              |
| Boudry                 | 5846                   | 16.77              |
| Corcelles-Cormondrèche | 4732                   | 4.86               |
| Cortaillod             | 4777                   | 3.69               |
| Fresens                | 248                    | 1.58               |
| Gorgier                | 2014                   | 13.98              |
| Milvignes              | 8986                   | 8.78               |
| Montalchez             | 239                    | 6.42               |
| Peseux                 | 5926                   | 3.43               |
| Rochefort              | 1237                   | 25.84              |
| Saint-Aubin-Sauges     | 2465                   | 7.71               |
| Vaumarcus              | 273                    | 1.78               |
| Total (12)             | 40 572                 | 105.58             |

## Cambios en las comunas

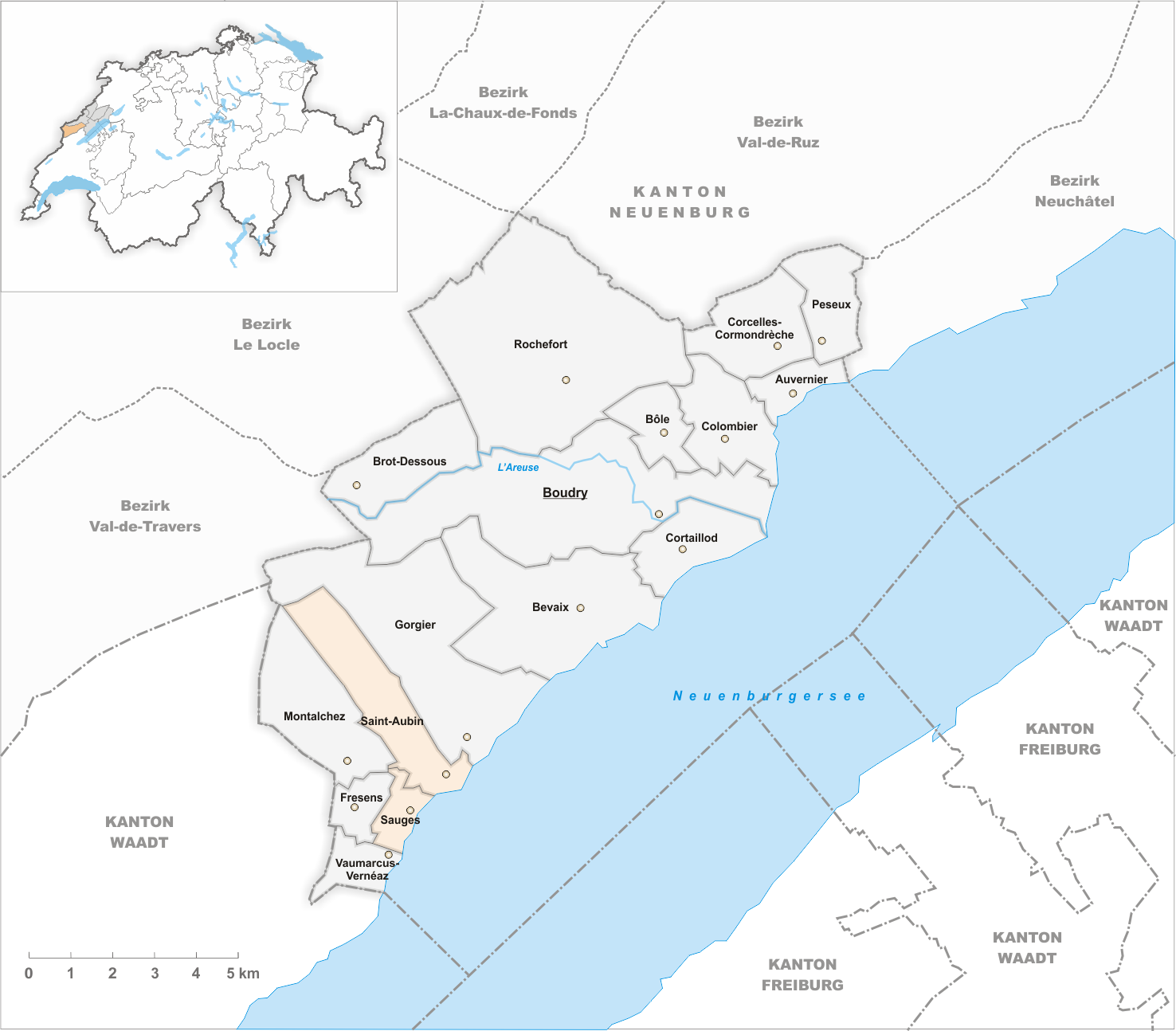
Comunas hasta 1887
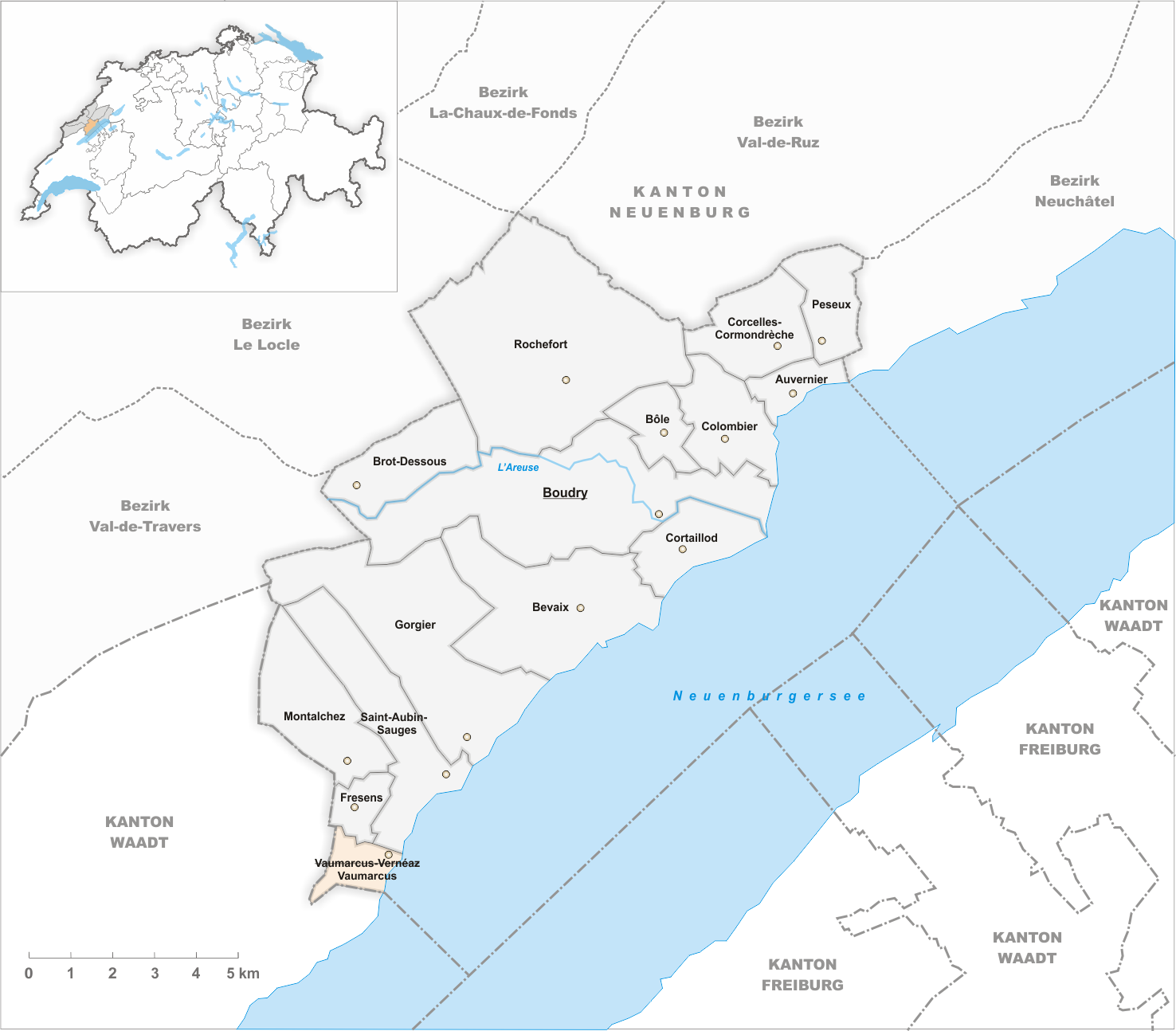
Comunas hasta 1965
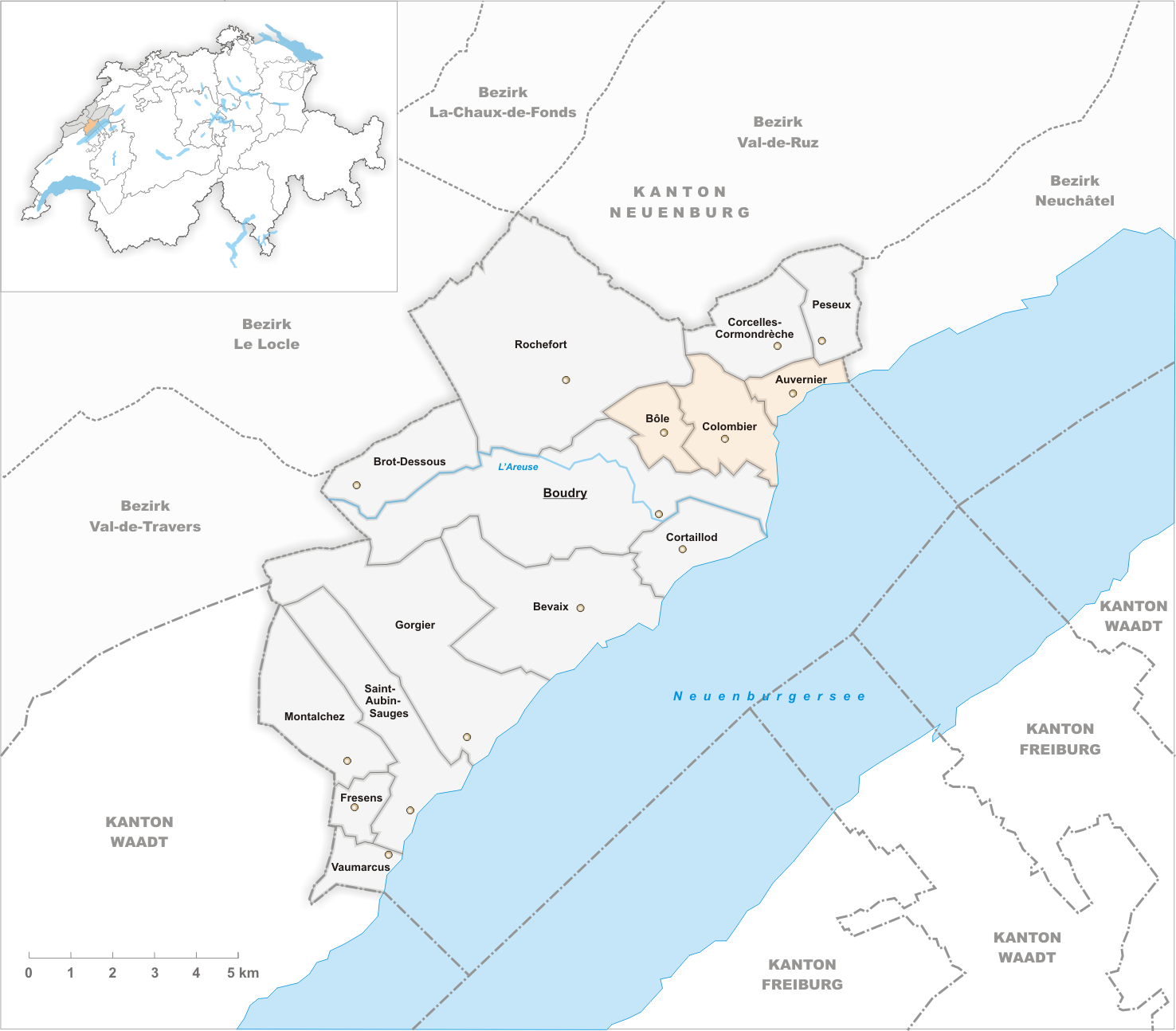
Comunas hasta 2012

- 1870: Fusión Areuse y Boudry  →  Boudry
- 1875: Fusión Vaumarcus y Vernéaz  →  Vaumarcus-Vernéaz
- 1888: Fusión Saint-Aubin y Sauges  →  Saint-Aubin-Sauges
- 1966: Cambio de nombre Vaumarcus-Vernéaz  →  Vaumarcus
- 2013: Fusión Auvernier, Bôle y Colombier  →  Milvignes
- 2016: Fusión Brot-Dessous y Rochefort  →  Rochefort